# 존 스위트
존 스위트(John Sweet, 1916년 2월 8일 ~ 2011년 7월 5일)는 미국의 배우, 영화배우이다.

## 영화
- 어페어 오브 더 넥클리스 (2001년)
- 아프리카의 열풍 (1990년)